# Chiesa di San Pietro in Vincoli (Villar Perosa)
La chiesa di San Pietro in Vincoli è la parrocchiale di Villar Perosa, in città metropolitana di Torino e diocesi di Pinerolo; fa parte della vicaria foranea delle Valli Chisone e Germanasca.

## Storia
La prima citazione di una chiesa a Villar Perosa risale al 1078 ed è contenuta in un atto di donazione in favore dell'abbazia di Pinerolo da parte della contessa Adelaide di Susa.
L'ecclesia Sancii Petri de Vilario è poi menzionata nuovamente nel 1249 in un documento notarile che attesta la vendita del feudo del nobile Stefano Ponza all'abate Ardizzone.
Nel corso del Seicento la chiesa prima fu presa dai valdesi, ma poi tornò ai cattolici.
Nella primavera del 1709, per assolvere a un voto fatto del duca di Savoia Vittorio Amedeo II durante l'assedio di Torino, venne avviato il cantiere della nuova grandiosa parrocchiale, disegnata dall'architetto Antonio Bertola; il luogo di culto fu poi consacrata il 27 settembre 1716.
In seguito al terremoto dell'aprile del 1808 si dovette riparare un altare, mentre alcuni decenni più tardi l'intera chiesa fu oggetto di un risanamento per porre rimedio ai danni provocati dall'evento sismico del 1887.
Nel 1912 la cupola della parrocchiale e i coronamenti dei due campanili vennero rivestiti in rame per interessamento del cavalier Giovanni Agnelli.
L'interno dell'edificio fu oggetto di una risistemazione nel 1934, allorché si procedette alla sostituzione del pulpito e all'aggiunta di un crocifisso marmoreo e dell'organo, costruito dalla ditta Vegezzi Bossi.
Intorno al 1980 si procedette all'esecuzione dell'adeguamento liturgico secondo le usanze postconciliari mediante l'aggiunta dell'altare rivolto verso l'assemblea.

## Descrizione

### Esterno
La concava facciata della chiesa, rivolta a sudovest, è suddivisa da una cornice marcapiano in due registri, entrambi scanditi da lesene binate: quello inferiore presenta centralmente il portale d'ingresso, mentre quello superiore e caratterizzato da una finestra e coronato dal timpano mistilineo spezzato
Annessi alla parrocchiale sono i due campanili gemelli, ognuno dei quali è abbellito da lesene e da cornici e presenta su ogni lato una monofora all'altezza della cella, a sua volta coronata da guglie rivestite in marmo.

### Interno
L'interno dell'edificio, coperto dalla cupola, si compone di un'unica ampia navata, sulla quale si affacciano le cappelle laterali, introdotte da archi a tutto sesto e voltate a botte, e le cui pareti sono scandite da lesene terminanti con capitelli compositi sorreggenti la trabeazione modanata e aggettante; al termine dell'aula si sviluppa il presbiterio, delimitato da balaustre, coperto in parte da volta a botte e in parte da una cupoletta e chiuso dalla parete di fondo piatta.
Qui sono conservate diverse opere di pregio, tra le quali i tre quadri raffiguranti San Pietro liberato dai vincoli, San Pietro che cammina sulle acque e il Martirio di San Pietro, eseguiti presumibilmente da Claudio Francesco Beaumont, l'affresco che rappresenta l'Eucarestia e l'Adorazione degli angeli, realizzato verosimilmente dai fratelli Parachini nel 1935, la tela con la Madonna col Bambino che porge il rosario alle anime purganti, dipinta nel XVIII secolo, e la statua della Madonna in legno dorato, risalente al XVIII secolo.